# Novara Hockey Club 1929
Questa voce raccoglie le informazioni riguardanti il Novara Hockey Club nelle competizioni ufficiali della stagione 1929.

## Maglia
| 1ª divisa |

## Organico

### Giocatori
| N° | Naz.              | Ruolo | Sportivo             |  |  |  |
| -- | ----------------- | ----- | -------------------- |  |  |  |
|    | Italia (bandiera) | E     | Francesco Cestagalli |  |  |  |
|    | Italia (bandiera) | E     | Carlo Ciocala        |  |  |  |
|    | Italia (bandiera) | P     | Alceo Concia         |  |  |  |
|    | Italia (bandiera) | E     | Piero Drisaldi       |  |  |  |
|    | Italia (bandiera) | E     | Luigi Gallina        |  |  |  |
|    | Italia (bandiera) | E     | Vittorio Masera      |  |  |  |
|    | Italia (bandiera) | E     | Fiorenzo Zavattaro   |  |  |  |

### Staff tecnico
- Allenatore:  Vittorio Masera

## Risultati

### Divisione Nazionale
- Prima fase

| Novara 4 maggio 1929 | Novara | 10 – 2 | Patavium |  |

| Milano 18 maggio 1929 | Milan | 0 – 6 | Novara |  |

- Fase finale

| Trieste 22 giugno 1929 | Padova | 5 – 2 | Novara |  |

| Trieste 22 giugno 1929 | Triestina | 2 – 7 | Novara |  |